# Autovía C-13
La autovía  C-13   o Autovía Lérida - Balaguer es una autovía autonómica catalana, en España, que une Lérida y Balaguer. Con una longitud de 31 km, empieza en Albatárrech  LL-12 , en el sur de Lérida y finaliza en Balaguer siguiendo como carretera  C-13  hasta Puebla de Segur.
Actualmente solo esta en servicio como autovía en la Variante Sur de Lérida y un tramo de la Variante de Villanueva de la Barca. Esta en proyecto de un tramo de la Variante de Termens llegando hasta por el sur de Vallfogona de Balaguer y pendiente de un tramo hasta Balaguer y otro en el norte de Lérida para unirse entre el barrio leridano Magraners y Alcoletge llegando hasta el sur de Vilanova de la Barca para completar la autovía.

## Tramos
| Denominación | Tramo | km  | Año servicio / Estado (2025)                                                                    |
| ------------ | --- | --- | ----------------------------------------------------------------------------------------------- |
| C-13         | Variante Sur de Lérida Tramo: Albatárrech LL-12 - Magraners (Lérida) Sur C-13B Tramo: Albatárrech LL-12 - Magraners (Lérida) Sur C-13B Tramo: Magraners (Lérida) Sur C-13B - Magraners (Lérida) Norte LL-11 | 5 2 | 1 carril por sentido: 2003 2 carriles por sentido: 2013 1997                                    |
| C-13B        | Ramal Este de Magraners (Lérida) Tramo: Enlace LL-11 Norte - Enlace C-13 | 4   | 2013                                                                                            |
|              | Magraners (Lérida) Norte LL-11 - Villanueva de la Barca Sur | 8   | Pendiente estudio informativo                                                                   |
| C-13         | Variante de Villanueva de la Barca Tramo: Villanueva de la Barca Sur - Termens Sur | 5   | 2014                                                                                            |
|              | Variante de Termens Tramo: Termens Sur - Vallfogona de Balaguer Sur | 4   | En estudio informativo (pendiente DIA y información pública) (pendiente licitación de proyecto) |
|              | Vallfogona de Balaguer Sur - Balaguer Sur C-26 C-53 | 6,3 | Pendiente estudio informativo                                                                   |

## Salidas
| Número de salida | Nombre de salida                                             | Carretera que enlaza | Notas                                                                              |
| ---------------- | ------------------------------------------------------------ | -------------------- | ---------------------------------------------------------------------------------- |
| 1A               | Tortosa Zaragoza Barcelona Tarragona                         | LL-12 AP-2 E-90      |                                                                                    |
| 1B               | Lleida La Bordeta (sur)                                      | C-230a               |                                                                                    |
| 3                | Artesa de Lleida Lleida La Bordeta (norte)                   | L-702                |                                                                                    |
| 5                | Andorra Tarragona Lleida                                     | C-13                 | Solo en sentido Barcelona La autovía pasa a llamarse C-13B en dirección Barcelona  |
| 6                | Tarragona Les Borges Blanques CIM de Lleida Camí dels Frares | N-240                | Solo en sentido Albatàrrec La autovía pasa a llamarse C-13 en dirección Albatàrrec |
|                  | Lleida Els Alamús Barcelona                                  | LL-11                |                                                                                    |

| Número de salida | Nombre de salida                 | Carretera que enlaza | Notas |
| ---------------- | -------------------------------- | -------------------- | ----- |
|                  | Vilanova de la Barca             | C-13z                |       |
| 17               | Vilanova de la Barca             | C-13z                |       |
|                  | Termens Balaguer Andorra Bellvís | C-13 C-13/199c       |       |